# 毛白棘豆
毛白棘豆（学名：Oxytropis ochrantha var. albopilosa）为豆科棘豆属下的一个变种。